# Trichocatantops
Trichocatantops is een geslacht van rechtvleugeligen uit de familie veldsprinkhanen (Acrididae). De wetenschappelijke naam van dit geslacht is voor het eerst geldig gepubliceerd in 1953 door Uvarov.

## Soorten
Het geslacht Trichocatantops omvat de volgende soorten:
- Trichocatantops digitatus Bolívar, 1889
- Trichocatantops villosus Karsch, 1893